# دونجینگ (شاندونگ)
دونجینگ (شاندونگ) (به لاتین: Dongying) یک سکونتگاه مسکونی در جمهوری خلق چین است که در شاندونگ واقع شده‌است.

## خصوصیات
دونجینگ ۷٬۹۲۳ کیلومترمربع مساحت و ۲٬۰۳۵٬۳۰۰ نفر جمعیت دارد.